# Термінатор 3: Повстання машин
«Терміна́тор 3: Повста́ння маши́н» (англ. Terminator 3: Rise of the Machines) — американський фантастичний бойовик 2003 року режисера Джонатана Мостоу, третя частина франшизи «Термінатор» після художнього фільму «Термінатор 2: Судний день». Головні ролі виконували: Арнольд Шварценеггер, Нік Стал, Клер Дейнс і Крістанна Локен. Фільм не пов'язаний з Джеймсом Кемероном, режисером і сценаристом перших двох фільмів.
Сюжет розгортається після подій другої частини фантастичної франшизи. Оскільки Скайнету не вдається вбити Сару Коннор, перш ніж її син народиться, та вбити Джона у дитинстві, він посилає у минуле іншого Термінатора T-X, у спробі знищити стільки офіцерів опору, скільки це можливо. Список потенційних жертв містить і майбутню дружину Джона, але сам він стає другорядною ціллю (його місцеперебування невідоме). Проте, життю Джона загрожує небезпека, коли T-X випадково знаходить його.
Фільм отримав схвальні відгуки кінокритиків та став касово успішним, хоча й менше у порівнянні з бюджетом, ніж попередній фільм. Прем'єра в США відбулася 30 червня 2003 року.

## Сюжет
Дія фільму відбувається через десять років після подій попередньої частини. Після вибуху будівлі компанії «Кібердайн Системз» майбутнє змінилося, і Судний день не настав 28 серпня 1997 року, однак дорослий Джон Коннор продовжує відчувати небезпеку і веде напівпідпільне життя в Лос-Анджелесі. Його мати, Сара Коннор, давно померла від лейкемії, проте, вихований як майбутній лідер опору, Джон, раптово втративши мету життя, не може знайти себе в мирній дійсності. Крім цього, йому постійно здається, що війна між людством і машинами потенційно може відбутися.
Тим часом «Скайнет», вже створений у військовій лабораторії, готує знищення людства і вже почав атаку на людей — запустив в Інтернет небезпечний комп'ютерний вірус. У 2004 рік знову прибувають двоє термінаторів. «Скайнет», не зумівши обчислити місцеперебування Джона, наказує вбити його найближчих соратників. Ця місія доручена новій моделі — Термінатрікс (T-X). Вона має зовнішність молодої дівчини і являє собою комбінацію жорсткого скелета з гіперсплавів (як Т-800) і зовнішнього покриття з «міметичного полісплаву», з якого цілком складається T-1000, що дозволяє миттєво змінювати зовнішність. У порівнянні з Т-1000 вона обмеженіша формою, але при цьому не схильна до балістичного шоку, тобто ні на мить не виходить з ладу при попаданні куль, до того ж володіє вбудованими в її тіло численними видами зброї (термінатори інших типів користувалися звичайним, окремим типом зброї) та здібністю перепрограмувати інші пристрої. Їй протистоїть посланий Опором злегка модернізований термінатор серії 850 моделі 101. Зовсім випадково Джон зустрічається з одним із фігурантів списку T-X — ветеринаром Кейт Брустер. Її батько, генерал Роберт Брустер, є куратором проєкту «Скайнет». В ході переслідування Джон дізнається, що ядерна війна почнеться ввечері поточного дня. Джон і Кейт вмовляють Термінатора спробувати, як і минулого разу, запобігти катастрофі, але вони не встигають.
«Скайнет» змушує військових, які панікують через поширення всіма комп'ютерними мережами вірусу, приєднати його до глобальної мережі (нібито з метою видалення з неї вірусу), однак виявляється, що вірус є творінням «Скайнета», а тому в мить підключення «Скайнет» відключає всі термінали, що керують його роботою. Одночасно T-X активує перших термінаторів і летючих мисливців, які знищують весь персонал науково-дослідного центру, запобігаючи тим самим будь-якій можливості відключення «Скайнету». Термінатрікс вбиває Роберта Брустера, але, смертельно поранений, він встигає передати Кейт і Джону координати секретної бази. На питання Джона, що це за база, Роберт відповідає, що «це їхній шанс». T-X майже наздоганяє втікачів, але знищується Термінатором, який підриває її та себе, знову жертвуючи собою заради порятунку людей. У фіналі Джон і Кейт виявляють, що база насправді є бункером для захисту від балістичних ракет, законсервованим з часів «холодної війни». «Скайнет» здійснює запуск ядерних ракет. Починається Судний день. Джон розуміє, що змінити майбутнє неможливо.
Перед ядерним ударом, коли люди з аналогічних баз виходять на зв'язок, вимагаючи вказівок і допомоги та питаючи «Хто головний?», Джон бере командування на себе.

## У головних ролях
- Арнольд Шварценеггер — Термінатор
- Нік Стал — Джон Коннор
- Крістанна Локен — T-X
- Клер Дейнс — Кейт Брустер
- Девід Ендрюс — Роберт Брустер

## Відеоігри
Кілька відеоігор були засновані на фільмі. Гра в жанрі бойовика Terminator 3: Rise of the Machines випущена компанією Atari для Xbox, PlayStation 2 і Game Boy Advance. Реакція на неї була слабкою з рейтингом 39 % на GameRankings для версії PS2. Шутер від першої особи під назвою Terminator 3: War of the Machines випущений також для ПК. Третя гра, Terminator 3: The Redemption, випущена для Xbox, PlayStation 2 і Nintendo GameCube.

## Українське закадрове озвучення

### Двоголосе закадрове озвучення
Українською мовою фільм озвучено студією «1+1» у 2007 році. Ролі озвучували: Олександр Ігнатуша та Наталя Ярошенко.

### Багатоголосе закадрове озвучення
Українською мовою фільм озвучено студією «Так Треба Продакшн» на замовлення телекомпанії «ICTV» у 2014 році. Ролі озвучували: Анатолій Пашнін, Юрій Гребельник, Дмитро Терещук та Олена Бліннікова.

## Цікаві факти
- Крім Арнольда Шварценеґера, єдиний актор, який знявся у всіх трьох частинах фільму — Ерл Боен, який зіграв лікаря Зільбермана.
- Точний час початку Судного Дня: 18:00 24 липня 2004 року.
- Гонорар Шварценеггера склав 30 мільйонів доларів, встановивши рекорд у рік виходу фільму.
- Монтаж сцени гонитви зайняв 6 місяців.
- Крістанна Локен промовляє всі свої репліки в перші 25 хвилин фільму.
- За цим фільмом вийшла однойменна відеогра на ПК, коли до гри підключається персонаж Термінатора, він промовляє «I'm back» (Я повернувся).
- Із фільму вирізали сцену, яка пояснювала, чому Термінатори мають вигляд як Арнольд. В цьому епізоді сержант Кенді, якого зіграв Шварценеггер, говорить про те, чому його зовнішність буде використана для створення Термінаторів. Цю сцену можна знайти на DVD-дисках із фільмом.
- Кандидатура Шейна Веста, Бена Кертіса, Кріса Клейна розглядалась на роль Джона Коннора.
- Шварценеґер — любитель австрійських вафель Manner, він вирішив прорекламувати їх у фільмі, коли його герой купує кілька пачок на автостанції посеред пустелі.